# 新德米特里夫卡 (諾維布格區)
47°44′8″N 32°39′33″E / 47.73556°N 32.65917°E
新德米特里夫卡（烏克蘭語：Новодмитрівка），是烏克蘭南部的村莊，隸屬尼古拉耶夫州的巴什坦卡區。該村面積1.62平方公里，海拔高度103米，2001年人口445，人口密度每平方公里274.7人。